# إدوارد بارون شاندلير
إدوارد بارون شاندلير هو محامي وسياسي كندي، ولد في 22 أغسطس 1800 في أمهرست في كندا، وتوفي في 6 فبراير 1880 في فريدريكتون في كندا. نشط حزبياً في حزب كندا المحافظ. وقد انتخب Premier of New Brunswick ‏ (1 مايو 1848 – 1 نوفمبر 1854) وانتخب Lieutenant Governor of New Brunswick ‏ (11 يوليو 1878 – 6 فبراير 1880).